# Szikrakamra

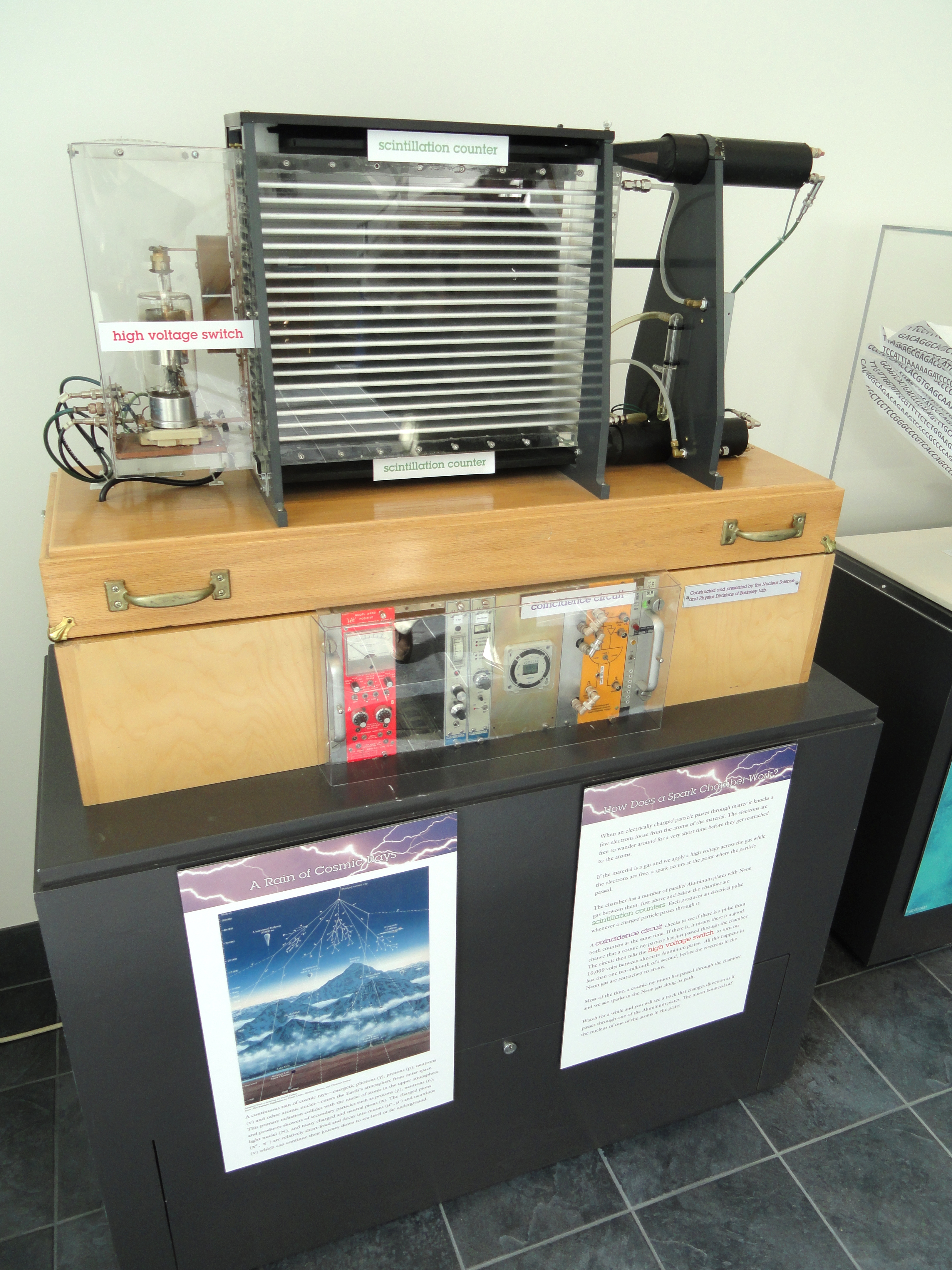
Szikrakamra, Berkeley

A szikrakamra elektromosan töltött részecskék kimutatására szolgáló részecskedetektor. Leginkább 1930 és 1960 között használták.

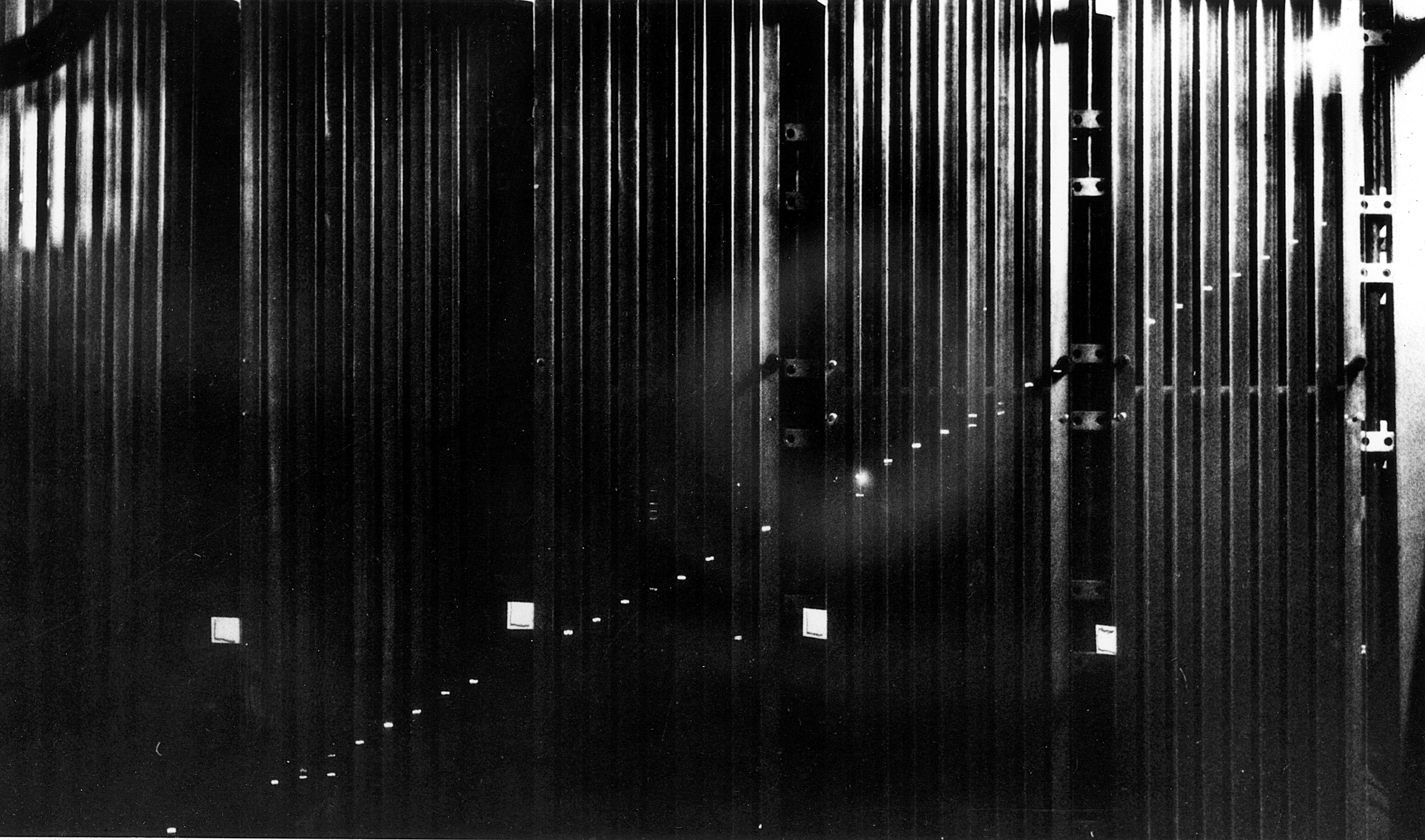
Müon képe a Columbia Egyetem szikrakamrájában

A szikrakamra egy hélium vagy neon gázzal (vagy ezek keverékével) töltött üvegbúra alatti fémlemezekből áll. Ha egy töltött részecske áthalad a dobozon, akkor ionizálja a gázt, és a fémlapok között elektromos kisülés keletkezik, ha megfelelő feszültséget kapcsolnak rájuk. Az elektromos impulzus helyét meghatározva megállapítható a részecske elhaladási helye. Több ilyen fémlapot egymás mögé helyezve a részecske térbeli pályája is meghatározható.